# Doe me dansje
Doe me dansje is een lied van de Nederlandse dj La Fuente en de Nederlandse rappers Ronnie Flex en Kraantje Pappie. Het werd in 2023 als single uitgebracht.

## Achtergrond
Doe me dansje is geschreven door Job Smeltzer, Max Oude Weernink, Bart Possemis, Ronell Langston Plasschaert en Alex van der Zouwen en geproduceerd door La Fuente, Oude Weernink en Possemis. Het is een nummer uit het genre nederhop. In het lied zingen en rappen de artiesten over dansen en feesten in de club.
De bijbehorende videoclip is een parodie op de muziekvideo van Stayin' Alive van de Bee Gees.

## Hitnoteringen
De artiesten hadden succes met het lied in de hitlijsten van Nederland. Het piekte op de 56e plaats van de Single Top 100 en stond vier weken in deze hitlijst. De Top 40 werd niet bereikt; het lied bleef steken op de tiende plaats van de Tipparade.